# Jack Stewart
John Sheratt „Black Jack“ Stewart (* 6. Mai 1917 in Pilot Mound, Manitoba; † 26. Mai 1983 in Troy, Michigan, USA) war ein kanadischer Eishockeyspieler, der von 1938 bis 1952 für die Detroit Red Wings und Chicago Black Hawks in der National Hockey League spielte.

## Karriere
Es ist nicht sicher, ob Stewart wegen seiner schwarzen Haare oder wegen der Ausgeglichenheit, die er aufs Eis brachte, seinen Spitznamen „Black Jack“ erhalten hatte. Er entsprach dem defensiven Verteidiger, wie man ihn im Lehrbuch findet. In den 1940er Jahren war er einer der stärksten Verteidiger der NHL, was 5 Nominierungen zum All-Star Team zeigen. Den Stanley Cup gewann er 1943 und 1950 mit den Detroit Red Wings. Zusammen mit Harry Lumley wurde er 1950 an die Chicago Black Hawks abgegeben. Im Gegenzug kam unter anderem Gaye Stewart zu den Black Hawks.
Nach seiner aktiven Karriere war er in unteren Ligen als Trainer tätig.
1964 wurde er mit der Aufnahme in die Hockey Hall of Fame geehrt.

## Sportliche Erfolge
- Stanley Cup: 1943 und 1950

### Persönliche Auszeichnungen
- First All-Star Team: 1943, 1948 und 1949
- Second All-Star Team: 1946 und 1947